# Râul Estelnic
Râul Estelnic este un curs de apă, afluent al Râului Negru. 